# Prix du meilleur article sportif
Le Prix du meilleur article sportif de l'année, est un prix littéraire journalistique récompensant, depuis 1958 un journaliste, pour un article de sport publié dans la presse. Créé par l'Union syndicale des journalistes sportifs de France (USJF), il est nommé « Prix Martini », du nom de son partenaire, jusqu'en 1998. Il devient, à cette date, « Prix du Crédit lyonnais », puis « Prix LCL USJF ».

## Histoire
Le Prix du meilleur article sportif est créé en 1958 par Félix Lévitan, fondateur de l'Union des journalistes de sport en France, créée la même année. Pour le soutenir financièrement, il est fait appel à la firme des apéritifs Martini, qui parrainait déjà le challenge du classement par équipes du Tour de France. Cela explique l'appellation « Prix Martini », donnée longtemps communément à ce prix. La banque  le Crédit lyonnais prend la suite de la boisson apéritive en 1998 dans son partenariat.
Le prix se veut sportif et littéraire. Aux côtés de patrons de presse, tels Pierre Lazareff, Claude Bellanger, Jacques Goddet, de dirigeants sportifs, tels Fernand Sastre, Robert Busnel, Nelson Paillou, Henri Sérandour, de nombreux écrivains ont participé au jury. Parmi eux Jacques Marchand relève les noms de Georges Duhamel, André Maurois, Armand Salacrou, Edmonde Charles-Roux, Françoise Xenakis, Erik Orsenna. Antoine Blondin fut membre permanent du jury, comme Jean Lacouture et Bernard Pivot. 
Dès 1962 le prix « littéraire » est doublé du « Prix de la meilleure photo de sport ». Puis à partir de 1987 ont été décernés des « Micros d'or » concernant les journalistes de radio, de reportage télévisuel et de magazine TV.

## Lauréats du Prix du meilleur article sportif
Les lauréats sont,  :
| Année | Lauréat                                   | Article                                                   | Journal                                |
| ----- | ----------------------------------------- | --------------------------------------------------------- | -------------------------------------- |
| 1958  | Michel Clare Roger Bastide                |                                                           | L'Équipe Le Parisien libéré            |
| 1959  | François Thébaud                          | « Un monde étrange et fascinant »                         | Miroir Sprint                          |
| 1960  | Marcel Hansenne                           |                                                           | L'Équipe                               |
| 1961  | Roger Debaye                              |                                                           | Le Parisien libéré                     |
| 1962  | Denis Lalanne                             |                                                           | L'Équipe                               |
| 1963  | Guy Lagorce                               |                                                           | L'Équipe                               |
| 1964  | Édouard Seidler                           |                                                           | L'Équipe                               |
| 1965  | Francis Huger                             |                                                           | France-Soir                            |
| 1966  | Robert Barran                             |                                                           | Miroir Sprint                          |
| 1967  | Pierre Chany                              |                                                           | L'Équipe                               |
| 1968  | Jacques Ferran                            |                                                           | L'Équipe                               |
| 1969  | Roland Passevant                          |                                                           | L'Humanité                             |
| 1970  | Gérard Edelstein                          | « La longue quête de Jean Wadoux »                        | L'Équipe                               |
| 1971  | Christian Montaignac                      |                                                           | L'Équipe                               |
| 1972  | Jean Dumas                                |                                                           | L'Aurore                               |
| 1973  | Noël Couëdel                              | « Zátopek entre ciel et terre »                           | L'Équipe                               |
| 1974  | Charles Biétry                            |                                                           | Agence France-Presse                   |
| 1975  | Francis Braesch                           |                                                           | L'Alsace                               |
| 1976  | Raymond Pointu                            |                                                           | Le Monde                               |
| 1977  | Thierry Bretagne                          | « Les grandes pompes du spectacle »                       | L'Équipe                               |
| 1978  | Bernard Chavalier                         | « Les jardiniers de l'or vert »                           | La Croix                               |
| 1979  | Pierre Maincent                           |                                                           | La Voix du Nord                        |
| 1980  | Jean-Pierre Delacroix                     | « La longue marche de John Lenfer »                       | Libération                             |
| 1981  | Jérôme Bureau                             | « Tony Ward rugbyman et footballeur irlandais »           | France Foot 2                          |
| 1982  | Jean-Michel Rouet                         |                                                           | L'Équipe                               |
| 1983  | Michel Nait-Chalal                        |                                                           | L'Équipe magazine                      |
| 1984  | Pierre Verdet                             |                                                           | Midi olympique                         |
| 1985  | Liliane Trevisan                          |                                                           | L'Alsace                               |
| 1986  | Jean Hatzfeld                             |                                                           | Libération                             |
| 1987  | Patrick Le Roux                           |                                                           | Libération                             |
| 1988  | Jean-François Fogel                       |                                                           | Libération                             |
| 1989  | Didier Paillat                            |                                                           | Le Courrier de l'Ouest                 |
| 1990  | Christian Jaurena                         |                                                           | Libération                             |
| 1991  | Marc Van Moere                            |                                                           | L'Équipe magazine                      |
| 1992  | Claude Droussent                          | « Duclos le chef-d'œuvre »                                | L'Équipe                               |
| 1993  | Dominique Bonhomme                        |                                                           | L'Équipe                               |
| 1994  | Jean-Éric Zabrodsky                       |                                                           | La Nouvelle République du Centre-Ouest |
| 1995  | Olivier Margot                            |                                                           | L'Équipe                               |
| 1996  | Jean-Louis Le Touzet                      |                                                           | Libération                             |
| 1997  | Michel Chemin                             |                                                           | Libération                             |
| 1998  | Benoît Heimermann                         | « Éric Tabarly »                                          | L'Équipe magazine                      |
| 1999  | Jean-Louis Rocher                         |                                                           | La Montagne                            |
| 2000  | Roger Joignaux                            |                                                           | Le Journal du Centre                   |
| 2001  | Jean-Christophe Collin                    |                                                           | L'Équipe                               |
| 2002  | Karim Ben Israel                          |                                                           | L'Équipe magazine                      |
| 2003  | Christine Thomas                          |                                                           | L'Équipe magazine                      |
| 2004  |                                           |                                                           |                                        |
| 2005  | François Thomazeau Jean-Philippe Leclaire |                                                           | Agence Reuters L'Équipe                |
| 2006  | Jean-Christophe Collin                    |                                                           | L'Équipe                               |
| 2007  | Stephan L'Hermitte                        |                                                           | L'Équipe magazine                      |
| 2008  | Jean Issartel                             | « Et l'eau prit feu »                                     | L'Équipe                               |
| 2009  | Philippe Joubin                           |                                                           | L'Équipe magazine                      |
| 2010  | Dominique Issartel                        | « Ces merveilleux fous volants »                          | L'Équipe                               |
| 2011  | Mathieu Coureau                           | « Daniel Fernandez passe la barre de l'âge haut la main » | Ouest-France                           |
| 2012  | Arnaud Tulipier                           | "Paumés en plein Bleid"                                   | France Football                        |
| 2013  | Stéphane Joby                             |                                                           | Le Journal du Dimanche                 |
| 2014  | Stéphane Colineau                         |                                                           | Le Journal du Dimanche                 |
| 2015  | Rémy Fière                                | « Florence Arthaud »                                      | L'Équipe magazine                      |
| 2016  | Sébastien Daucourt                        | « Itinéraire d'un grand malade »                          | L'Est Républicain                      |
| 2017  | Stephan L'Hermitte                        | « Bosse, passager de la douleur »                         | L'Équipe magazine                      |
| 2018  | Pascal Coquis.                            | « Hercule était alsacien »                                | Dernières Nouvelles d'Alsace           |
|       |                                           |                                                           |                                        |

## Sources
- Jacques Marchand, Journalistes de sport. « Militants, institutions, réalisations, rapports avec le mouvement sportif », éditions Atlantica, Anglet, 2004, p. 248,  (ISBN 978-2-84394-730-8).